# Achileas-Andreas van Griekenland en Denemarken
Achileas-Andreas van Griekenland en Denemarken (Grieks: Αχιλλέας Ανδρέας) (New York, 12 augustus 2000) is de tweede zoon en het derde kind van Paul van Griekenland en Denemarken en Marie-Chantal Miller.
Na zijn broer Constantijn staat Achileas tweede in lijn voor de voormalige Griekse troon. De titel Prins van Griekenland wordt officieel niet erkend door de Griekse overheid. Denemarken erkent echter wel zijn titel Prins van Denemarken. Daarom wordt hij doorgaans met beide titels aangeduid. Zijn grootouders langs vaders kant zijn koning Constantijn II van Griekenland en koningin Anne Marie van Denemarken. Langs moeders kant heten zijn grootouders Robert Warren Miller en Maria Clara Pesantes.
Prins Achileas werd geboren in New York in de Verenigde Staten. Hij groeide echter op in Londen nadat zijn familie in 2004 naar daar verhuisde. Toen zijn oudere broer en zus in New York gingen studeren verhuisde hij terug mee.
Via zijn tante Theodora, die al enkele jaren een kleine rol speelde in The Bold and the Beautiful versierde ook Achileas een kleine rol in de soap als Simon, waar hij heel sporadisch opdook tussen 2017 en 2019. In 2023 speelde hij een rol in de film No Hard Feelings, naar eigen zeggen een bescheiden rol.